# Square Yves-Coppens
Le square Yves-Coppens est un espace vert du 5e arrondissement de Paris.

## Situation et accès
Le square est situé sur la partie est de la place Marcelin-Berthelot devant le Collège de France et au 43, bis rue des Écoles.
Il est desservi à proximité par la ligne 10 à la station Maubert-Mutualité.

## Historique
Ce square, pris sur l'emprise de l'espace vert créé en 1910 devant le Collège de France (square Auguste-Mariette-Pacha), le long de la rue des Écoles, est inauguré le 28 mars 2024 sous le nom du paléontologue français Yves Coppens, qui professa au Collège de France pendant plus de 20 ans. Son bureau, situé au premier étage de l'aile est de la cour d'honneur, donnait quasiment sur le square.

## Éléments particuliers
Cet espace vert possède une statue en pierre de Pierre de Ronsard réalisée en 1928 par Aristide Rousaud.

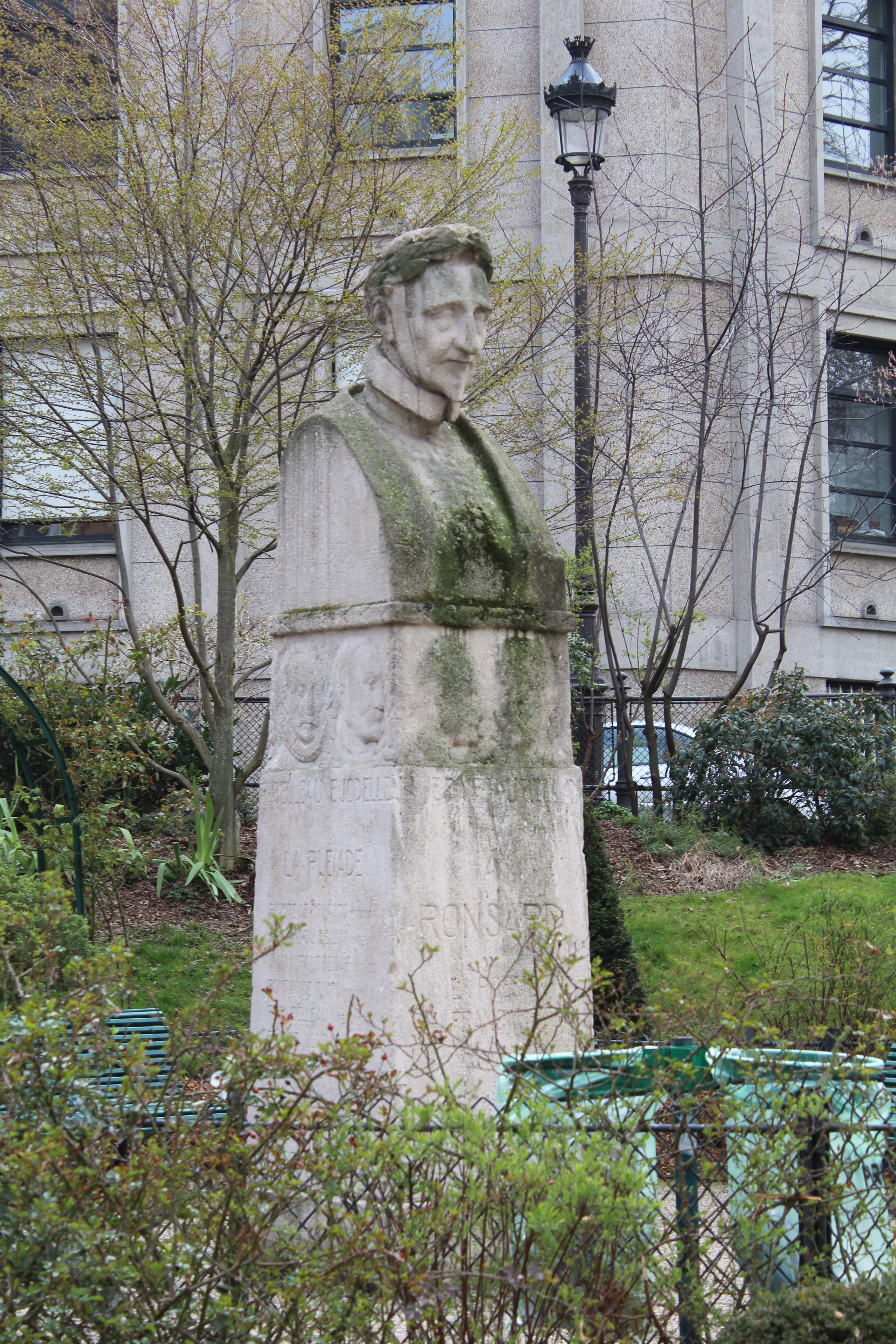
La statue de Pierre de Ronsard.
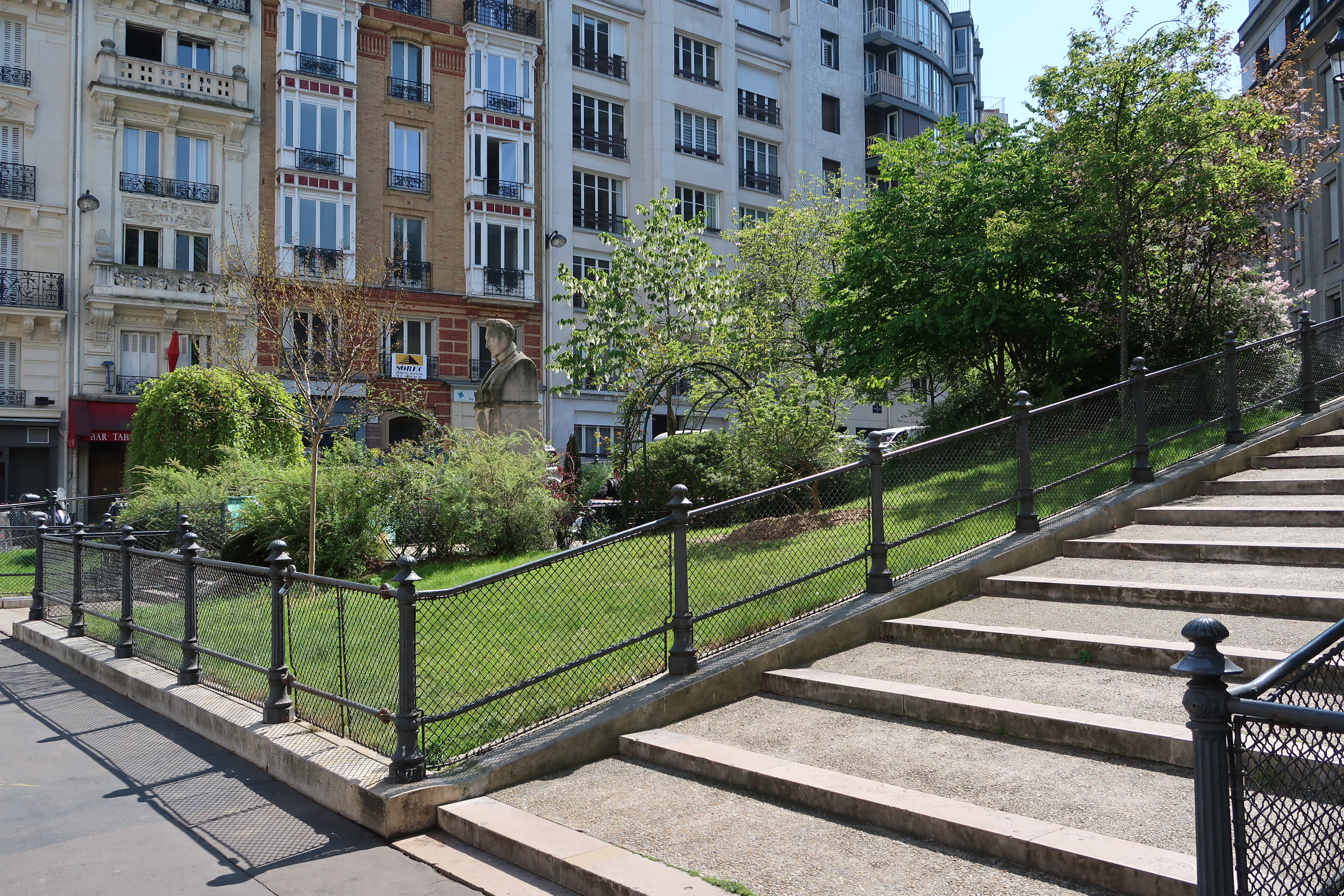
Square Yves-Coppens.